# مسجد زیره فین
مسجد زیره فین مربوط به دوره صفوی است و در کاشان، خیابان امیر کبیر، جنب زیارت آمنه خاتون، فین کوچک واقع شده و این اثر در تاریخ ۱ مهر ۱۳۸۲ با شمارهٔ ثبت ۱۰۲۵۲ به‌عنوان یکی از آثار ملی ایران به ثبت رسیده است.